# Enoplognatha mediterranea
Enoplognatha mediterranea là một loài nhện trong họ Theridiidae.
Loài này thuộc chi Enoplognatha. Enoplognatha mediterranea được miêu tả năm 1981 bởi Levy & Amitai.